# Hrókr
Hrókr è un personaggio della saga norrena chiamata Hrólfs saga kraka ok kappa hans. È figlio di Sævil Jarl e Signý, sorella maggiore dei due re danesi Hroðgar e Halga (chiamati nella saga Hróarr e Helgi).
Suo nonno Halfdan era stato ucciso dal fratello Fróði, e Hróarr e Helgi dovettero cercare rifugio presso un vecchio di nome Vivil, finché non furono abbastanza grandi da vendicare la morte del padre.
Quando Hróarr e Helgi uccisero lo zio Fróði, ottennero il trono di Danimarca. Tuttavia Hróarr rinunciò ad essere re e si trasferì in Northumbria, dove sposò Ögn figlia del re Norðri; Helgi divenne perciò l'unico re di Danimarca e diede in dono al fratello un prezioso anello, cimelio di famiglia.
Tuttavia un altro membro della famiglia desiderava una parte dell'eredità di Halfdan, il figlio della sua figlia primogenita, cioè Hrókr. Si recò prima da Helgi, che però rifiutò di dargli un terzo del regno; poi andò in Northumbria a reclamare almeno l'anello di Hróarr. Quando questi rifiutò di darglielo, Hrókr chiese di poterlo almeno vedere, poi l'afferrò e lo gettò nell'acqua; Hróarr si infuriò moltissimo, fece tagliare i piedi di Hrókr e lo rispedì indietro alle sue navi. Hrókr non riuscì a sopportare un tale affronto, così tornò con una grande armata e uccise Hróarr; Helgi vendicò poi il fratello tagliando anche le braccia di Hrókr.
Il figlio di Hróarr, Agnar (forse identificabile con Hreðric e Hroðmund del Beowulf), in seguito recuperò l'anello prezioso e con quest'impresa guadagnò grande fama; si dice che Agnar sia diventato anche più grande del padre, e molto si parla di lui nelle antiche saghe.